# Les Montets
Les Montets is een gemeente in het district Broye van het kanton Fribourg in Zwitserland.

## Geografie
Les Montets ligt in de exclave Estavayer van kanton Fribourg in kanton Vaud. De buurgemeenten in kanton Fribourg zijn Estavayer-le-Lac, Lully, Seiry, Murist, Nuvilly, Ménières, Fétigny, Cugy, Bussy en Sévaz. De oppervlakte van de gemeente bedraagt 10,35 km².
- Hoogste punt: 661 m
- Laagste punt: 475 m

## Bevolking
De gemeente telt 1.439 inwoners. De meerderheid in Les Montets is Franstalig (84%, 2000) en Rooms-Katholiek (76%).

## Economie
39% van de werkzame bevolking werkt in de primaire sector (landbouw en veeteelt), 37% in de secundaire sector (industrie), 24% in de tertiaire sector (dienstverlening).